# Alfa Romeo Carabo
Alfa Romeo Carabo (Carabo на итальянском означает «жужелица») — один из четырёх дизайн проектов для дорожной версии гоночного Alfa Romeo Tipo 33/2, созданный маэстро Марчелло Гандини всего за 10 недель в студии Bertone. Так же были представлены:
- Alfa Romeo 33.2
- Alfa Romeo Iguana
- Alfa Romeo Navajo

## Конструкция и дизайн
Автомобиль одним из первых имел «клиновидную форму» и ламбо-двери. Среди других автомобилей «Жужелица» отличалась наличием скрытых фар, которые при ненадобности, были способны интегрироваться в капот.
В дизайне Alfa Romeo Carabo использовалась «геометрия треугольника», из-за чего автомобиль получил большое количество прямых линий, а лекальных нет вовсе .